# Liam Scarlett
Liam Scarlett (født 8. april 1986 i Ipswich, død 16. april 2021 samme sted) var en britisk balletkoreograf og tidligere balletdanser, der var artist in residence ved Royal Ballet og artistic associate ved Queensland Ballet.
I november 2012 opgav Scarlett sin dansekarriere og valgte udelukkende at koreografere.
Han var den yngste koreograf nogensinde til at lave en helaftensballet på Royal Ballet i London.
I august 2019 blev han anklaget for krænkende adfærd over for nogle af sine mandlige elever, hvilket førte til, at han blev suspenderet fra Royal Ballet og Queensland Ballet, mens en undersøgelse stod på. Man kunne efter undersøgelserne ikke finde nogen beviser, men de to balletkompagnier stoppede alligevel samarbejdet. Det Kongelige Teater meddelte den 16. april 2021, at den kommende forestilling Frankenstein var blevet aflyst, også på grund af beskyldninger om krænkende adfærd. Da var Scarlett blevet indlagt på Ipswich Hospital efter et selvmordsforsøg fire dage forinden, hvor han efterfølgende afgik ved døden.
I september 2021 meddelte Peter Skaarup, at han ville bede den nytiltrådte kultur- og kirkeminister Ane Halsboe-Jørgensen om en redegørelse af teaterets håndtering og beslutning om navngivelsen i pressemeddelelsen.

## Udvalgte værker
- Asphodel Meadows (for Royal Ballet i 2010)[7]
- Vespertine (for Den Norske Nationalballet i 2013)[7]
- With a Chance of Rain (for American Ballet Theatre i 2014)[7]
- Hummingbird (for San Francisco Ballet i 2014)[7]
- Carmen (for Den Norske Nationalballet i 2015)[7]
- Frankenstein (for Royal Ballet og San Francisco Ballet i 2016)[7]
- Spar Dame (for Den Kongelige Ballet i 2018)[12]
- Swan Lake (for Royal Ballet i 2018)[7]